# 81e division d'infanterie d'Afrique
Pour les articles homonymes, voir 81e division.
La 81e division d'infanterie d'Afrique (81e DIA) est une unité de l'Armée d'Afrique qui a participé à la Seconde Guerre mondiale.

## Commandants de la81eDIA
- 2 septembre 1939 - 21 novembre 1939 : général Beynet
- 1939 - 1940 : général Chevalier

## Composition
- 218e régiment d'infanterie, venu de métropole en remplacement du 5e RTA[1],
- 1er régiment de tirailleurs algériens[1],
- 5e régiment de tirailleurs algériens, rejoint la 180e division d'infanterie d'Afrique[2] et est remplacé par le 218e RI[1],
- 9e régiment de tirailleurs algériens[1],
- 65e régiment d'artillerie d'Afrique[3],
- 81e groupe de reconnaissance de division d'infanterie (le GRDI n'est pas formé et ses éléments rejoignent le 96e groupe de reconnaissance de division d'infanterie en novembre 1939[4]).

## Historique
La division est créée à la mobilisation à partir de la 5e brigade d'infanterie de la division d'Alger. Elle est envoyée en Tunisie sur la Ligne Mareth face à la Libye italienne et ne participe pas à la bataille de France,.

## Personnalités ayant appartenu à l'état-major et aux services divisionnaires
- Joseph de Goislard de Monsabert, commandant l'infanterie de la 81e DIA.
- Albert de Bailliencourt, commandant les transmissions de la 81e DIA[5].

## Sources et bibliographie
1. 1 2 3 4 5  « Les troupes d'Afrique dans la guerre 39-40 », Historama, no HS 10 « Les Africains 1830-1960 »,‎ 1970
2. 1 2  « 18e Régiment de Tirailleurs Algériens 1939-1940 », sur 18erta1940.free.fr (consulté le 11 janvier 2021)
3. ↑  « divisions françaises en 1940 », sur www.atf40.fr (consulté le 11 janvier 2021)
4. ↑  Claude Aïcardi et Claude Girard, « Fiche 1939 - 1945 du 1er spahis algériens », sur cavaliers.blindes.free.fr, 27 juin 2013 (consulté le 11 janvier 2021)
5. ↑  « Albert, Alix, Jacques, Hippolyte, Marie de Baillencourt - Base de données des députés français depuis 1789 - Assemblée nationale », sur www2.assemblee-nationale.fr (consulté le 11 janvier 2021)